# Pietro Caprano
Pietro Caprano, italijanski duhovnik, škof in kardinal, * 28. februar 1759, Rim, † 24. februar 1834.

## Življenjepis
23. februarja 1782 je prejel duhovniško posvečenje.
8. marca 1816 je bil imenovan za naslovnega nadškofa Iconiuma; škofovsko posvečenje je prejel 17. marca istega leta.
Leta 1824 je bil imenovan za tajnika Kongregacije za širjenje vere.
2. oktobra 1826 je bil imenovan za kardinala v srcu; 15. decembra 1828 je bil razglašen za kardinala-duhovnika pri Ss. Nereo ed Achilleo.
4. aprila 1829 je bil imenovan za prefekta Indexa.
Umrl je 24. februarja 1834.